# 1. vonósnégyes (Bartók)
Bartók Béla I. vonósnégyesét  (a-moll) (Op. 7, Sz. 40, BB 52) 1909. január 27-én fejezte be, mely a Bartók által komponált hat vonósnégyesből az első.
A darab három tételes, a három tétel szünet nélkül - attaca - játszandó:
1. Lento
2. Allegretto
3. Allegro vivace

A mű komponálására Bartókot Geyer Stefi iránt érzett beteljesületlen szerelme inspirálta, Bartók egyik Geyer Stefinek írt levele szerint az első tétel hasonlít egy gyászszertartáshoz, melynek nyitó hangjaiban megszólal Bartók Geyer Stefinek komponált, sokáig kiadatlan I. hegedűversenyének témái. A darabban Bartók nem kisebb feladatra vállalkozott, mint arra, hogy a népzenei gyűjtések friss élményét a vonósnégyes klasszikus formájában rögzítse, és ily módon megteremtse a magyar műzene új stílusát.
A premier 1910. március 19-én volt a Waldbauer-Kerpely Quartet közreműködésével, akikkel közösen Bartók pár nappal azelőtt Kodály Zoltán műveket mutatott be, majd a mű első kiadása nem sokkal ezután, 1911-ben történt.
Molnár Antal, a vonósnégyest bemutató Waldbauer vonósnégyes egykori tagja, méltatja a Zeneközlöny 1911. március 1-jei számában, melyben a cikk szerzője nemcsak a remekműre ráérző kritikusként, hanem annak avatott megszólaltatójaként is ír:
"Ez a munka a négy hangszerre írt dolgozási mód tökéletes mintája. Oly céltudatos és biztos a fölépítésben, mintha az egész kompozíció önmagától vésődött volna márványba… Az első rész (Lento) hangulatára ne használjuk az átszellemültnek jelzőjét. Más is átszellemült. Ez a halkan kezdődő és fúgaszerűen tovaszövődő áradat a maga minden pillanatában újabb nagy megfeszülést hozó rezgéseivel úgy halad, úgy hullámzik föl a nagy fortékig, úgy éli le titokszerűen fenomenális életét, mint az álom, melyről reggel csak annyit tudunk már, hogy fönségesen rettenetes volt… Ez az első rész a legtisztább nyugalommal járja meg az útját, úgy halad befejezéséig, mint a mártír, akit senki sem ért meg, s aki többet érzett életében, mint elítélőinek egész pereputtya. Lehet, lesz idő, melynek érzésvilága az ártatlan hangulatok közé sorolja ezt a hatalmas darabot, de akkor már olyan lesz az erőteljesebb, hogy mai szervezetnek arról sejtése sem lehet… Az utolsó részt három főösszetevő tartja egyben. Az egész olyan, mint az öntudatlanban való fékevesztett tovarohanás, de extázisa nem szilajság, hanem a megláncolt szabadság utáni vágyakozás tehetetlen, de sohasem nyugható küzdése. Az említett részek 1. a főrész kalapácsosan leütő témái, 2. az ellentétes, csendes téma, 3. Adagio, be-beszőve a rohanó tömegek közé…"

## Tételek

### Lento (attacca)
A lassú első tétel polifon szerkesztésű kezdete és befejezése között szenvedélyes, majd derűsebb hangra váltó dallamot hallunk. Az első tétel tulajdonképpen egy bonyolult kontrapunktikus fúga – ezért sokszor hasonlítják ezt a művet Beethoven Op. 131. No. 14-es  vonósnégyeséhez, mely szintén egy lassú fúgával nyit.

### Allegretto (attacca)
A közvetlenül ehhez kapcsolódó második tétel motivikus munkával szerkesztett szonátaformája klasszikus hatásra vall.

### Allegro [Introduzione] – Allegro vivace
Gordonkaszóló vezeti be a finálé népzenei ihletésű, lendületes muzsikáját.

## Autográf anyagok
- Vázlatok:

1. Négy memo-vázlat egy oldalon (Bartók Archívum, Budapest: BH39)
2. Memo-vázlatok és egy rövid folyamatvázlat a Fekete zsebkönyvben (Bartók Archívum, Budapest: BH206), fol. 9r, 11r, 12r, 31v, 32v
3. I. 1–17. ü. vázlata (magángyűjtemény, London)
4. I. 1–30. ü. első fogalmazványa (magángyűjtemény, London)

- Partitúra-fogalmazvány (Bartók Péter floridai magángyűjteménye: 20FSS1).
- Ismeretlen kopista másolata Bartók javításaival, a Rv 3287 elsőkiadás (1909) metszőpéldánya (Bartók Archívum, Budapest: BH37)
- A Rv zsebpartitúra elsőkiadás javított korrektúralevonata (Bartók Archívum, Budapest BH38)
- Az elsőkiadás javított példánya (ifj. Bartók Béla magángyűjteménye)